# Melanolophia vitta
Melanolophia vitta là một loài bướm đêm trong họ Geometridae.